# A' Katīgoria 1970-1971
La A' Katīgoria 1970-1971 (in greco Πρωτάθλημα Α' Κατηγορίας) è stata la 32ª edizione della massima serie del campionato cipriota di calcio; la vittoria finale andò all'Olympiakos Nicosia che conquistò il suo terzo titolo.

## Stagione

### Novità
Rispetto alla stagione precedente mancarono l'EPA Larnaca, promosso in Alpha Ethniki 1970-1971, e l'Arīs Limassol, retrocesso; furono sostituiti dall'Digenīs Morphou, vincitore della B' Katīgoria 1969-1970 e dall'Olympiakos Nicosia, retrocesso dall'Alpha Ethniki 1969-1970; pertanto il numero di squadre rimase fermo a dodici.

### Formula
Il torneo fu disputato da dodici squadre che si incontrarono in gare di andata e ritorno per un totale di ventidue turni per squadra; furono assegnati due punti in caso di vittoria, uno in caso di pareggio e zero in caso di sconfitta. L'ultima classificata veniva retrocessa in B' Katīgoria 1971-1972; in caso di arrivo in parità prevaleva il quoziente reti. Come nella precedente stagione la prima classificata otteneva la promozione nel massimo campionato di calcio greco.

## Squadre partecipanti
| Club                | Città     | Stadio                    | Stagione precedente                 |
| ------------------- | --------- | ------------------------- | ----------------------------------- |
| AEL Limassol        | Limassol  | Stadio GSO                | 7º in A' Katīgoria                  |
| Alkī Larnaca        | Larnaca   | Vecchio Stadio GSZ        | 11º in A' Katīgoria                 |
| Anorthōsis          | Famagosta | Stadio GSE                | 5º in A' Katīgoria                  |
| APOEL               | Nicosia   | Vecchio Stadio GSP        | 4º in A' Katīgoria                  |
| Apollōn Limassol    | Limassol  | Stadio GSO                | 8º in A' Katīgoria                  |
| ASIL Lysī           | Lysi      | Stadio Grigoris Afxentiou | 9º in A' Katīgoria                  |
| Digenīs Morphou     | Morfou    | Stadio Comunale di Morfou | 1º in B' Katīgoria, promosso        |
| EN Paralimni        | Paralimni | Stadio Tasos Markou       | 10º in A' Katīgoria                 |
| Nea Salamis         | Famagosta | Stadio GSE                | 6º in A' Katīgoria                  |
| Olympiakos Nicosia  | Nicosia   | Vecchio Stadio GSP        | 17º in A' Alpha Ethniki, retrocesso |
| Omonia              | Nicosia   | Vecchio Stadio GSP        | 3º in A' Katīgoria                  |
| Pezoporikos Larnaca | Larnaca   | Vecchio Stadio GSZ        | 2º in A' Katīgoria                  |

## Classifica finale
|  | Pos. | Squadra             | Pt | G  | V  | N  | P  | GF | GS | DR  |
|  | ---- | ------------------- | -- | -- | -- | -- | -- | -- | -- | --- |
|  | 1.   | Olympiakos Nicosia  | 31 | 22 | 11 | 9  | 2  | 40 | 22 | +18 |
|  | 2.   | Digenīs Morphou     | 27 | 22 | 9  | 9  | 4  | 21 | 15 | +6  |
|  | 3.   | APOEL               | 26 | 22 | 8  | 10 | 4  | 30 | 19 | +11 |
|  | 4.   | Omonia              | 25 | 22 | 11 | 3  | 8  | 33 | 20 | +13 |
|  | 5.   | Pezoporikos Larnaca | 25 | 22 | 9  | 7  | 6  | 26 | 17 | +9  |
|  | 6.   | Apollōn Limassol    | 24 | 22 | 8  | 8  | 6  | 30 | 20 | +10 |
|  | 7.   | EN Paralimni        | 24 | 22 | 8  | 8  | 6  | 24 | 18 | +6  |
|  | 8.   | Anorthōsis          | 20 | 22 | 7  | 6  | 9  | 23 | 31 | -8  |
|  | 9.   | Alkī Larnaca        | 19 | 22 | 4  | 11 | 7  | 25 | 29 | -4  |
|  | 10.  | Nea Salamis         | 19 | 22 | 7  | 5  | 10 | 24 | 36 | -12 |
|  | 11.  | AEL Limassol        | 16 | 22 | 6  | 4  | 12 | 12 | 27 | -15 |
|  | 12.  | ASIL Lysī           | 8  | 22 | 1  | 6  | 15 | 7  | 41 | -34 |

### Verdetti
- Olympiakos Nicosia Campione di Cipro 1970-71, promosso in Alpha Ethniki 1971-1972 e ammesso alla Coppa dei Campioni 1971-1972.
- Anorthōsis qualificato in Coppa delle Coppe 1971-1972 per la vittoria della Kypello Kyprou 1970-1971.
- Digenīs Morphou qualificato in Coppa UEFA 1971-1972.
- ASIL Lysī retrocesse in B' Katīgoria 1971-1972.

## Classifica marcatori
| Gol |  |  | Giocatore           | Squadra            |
| --- |  |  | ------------------- | ------------------ |
| 11  |  |  | Andreas Stylianou   | APOEL              |
| 11  |  |  | Kostas Vasiliades   | Apollōn Limassol   |
| 11  |  |  | Panikos Efthymiades | Olympiakos Nicosia |